# Marcus Semler

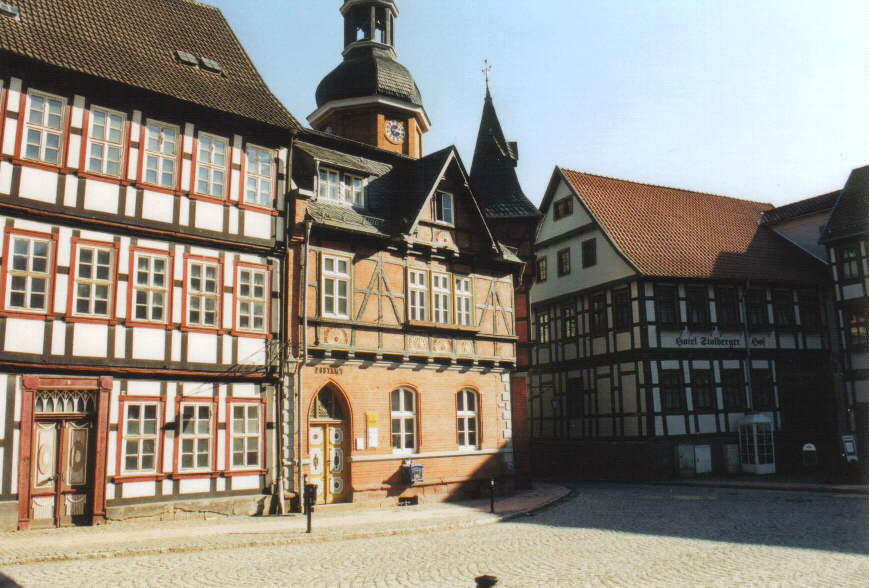
Blick zu Semlers Wohnhaus in Stolberg im Reichen Winkel (rechts)

Marcus (Marx) Semler (* Nürnberg; † 1511) war ein deutscher Bergbauunternehmer. Nach ihm wurde das größte Stollnsystem Deutschlands, der Marx-Semler-Stolln, mit einer Gesamtlänge von mehr als 220 Kilometern benannt.

## Leben
Marcus Semler stammte aus Nürnberg und wurde als Bergbauunternehmer, Hüttenbesitzer und Saigerhändler im Thüringer Wald, im Erzgebirge und zuletzt im Harz aktiv.
Mit dem Besitz von 62 Kuxen an den Kupfergruben Ober-Nicol-Schmid und König David war Semler einer der Hauptgewerken der Gruben auf dem Oberschlemaer Kupfergang. Gemeinsam mit seinem Bruder Matthias Semler erbte er vor 1494 von seinem Vater Martin Semler die Saigerhütte Schleusingen in der fränkischen Grafschaft Henneberg, die sie fortan gemeinsam betrieben. Zusätzlich war er gemeinsam mit dem ebenfalls aus Nürnberg stammenden Ullrich Erckel dem Älteren Anteilseigner einer Nürnberger Handelsgesellschaft, deren Geschäftsfeld vom Silber- und Kupferhandel bis hin zur Erzeugung und dem Vertrieb von Messingprodukten reichte.
Im Herbst 1502 gründete Marcus Semler eine Gewerkschaft zur Mutung eines Erbstollns an der Zwickauer Mulde in Niederschlema. 1503 wurde der Erbstolln an der Mulde in der Grube Silberwaage verliehen und als „St. Marcus Stolln“ im Schneeberger Verlagsbuch eingetragen. Es wurden 128 Kuxe vergewerkt.
Unmittelbar nach 1504 ließ er sich zu Beginn des 16. Jahrhunderts in der Hauptstadt der Grafschaft Stolberg, der Stadt Stolberg (Harz) nieder, wo er von den dortigen Hüttenbetreibern und dem Grafen Botho zu Stolberg das in dessen Herrschaftsbereich geförderte Rohkupfer aufkaufte und damit handelte. In Stolberg kaufte er das repräsentative Wohnhaus von Hans Rühle dem Älteren am Marktplatz im Reichen Winkel (heute Hotel und Restaurant Stolberger Hof).
1511 wurde Marcus Semler durch Balthasar von Myla (Mylau), der sich von diesem angegriffen fühlte, getötet. Im September 1511 wurde Graf Wilhelm von Henneberg unterrichtet. Balthasar von Myla rechtfertigte seine Tat gegenüber den Brüdern Matthias, Hans und Lucas Semler und erklärte seine Bereitschaft, in Schleiz vor den Herren Reuß zu Recht zu stehen.